# بسکینگ ریج (آریزونا)
بسکینگ ریج (به انگلیسی: Basking Ridge) یک منطقهٔ مسکونی در ایالات متحده آمریکا است که در آریزونا واقع شده‌است. بسکینگ ریج ۴۶۱ متر بالاتر از سطح دریا واقع شده‌است.